# Nieuw-Amersfoort
Nieuw-Amersfoort is een nederzetting in voormalig Nieuw-Nederland die gesticht werd in 1647. In 1654 kreeg Nieuw-Amersfoort rechten voor zelfbestuur. In hetzelfde jaar werd in het nabijgelegen Midwout een kerk gebouwd, zodat de inwoners niet langer de tocht naar Nieuw-Amsterdam hoefden te maken op zondag. De nederzetting staat tegenwoordig bekend als Flatlands in de borough Brooklyn van New York.